# Amadeus VII av Savojen
Amadeus VII av Savojen, född 1360, död 1391, var regerande greve av Savojen från 1383 till 1391.